# 佐久間知樹
佐久間 知樹（さくま ともき、1969年10月31日 - ）は、NHKの元チーフアナウンサー、チーフプロデューサー。

## 人物
福島県二本松市出身。福島県立福島高等学校を経て,早稲田大学卒業後、1993年入局。
同期の飯田紀久夫とは同じ誕生日（ただし佐久間の方が年齢が1つ上）。
趣味は、ミステリー小説の熟読、おいしいラーメン探訪、スーパー銭湯めぐり。
名古屋局勤務を最後にアナウンサーの仕事から離れ、ラジオセンターに長年ディレクターとして勤務。
『渋マガZ』などの数々の若者向け人気ラジオ番組の開発を担当した。
異動後の松山局や福島局で『つぶや句575』などの地域局発全国放送のラジオ番組を立ち上げた。
ラジオセンターに戻った二度目の勤務時には、主にラジオ第１で放送していた『すっぴん!』や『夏休み子ども科学電話相談』などの人気番組のプロデューサーを担当。
その後は、福岡局にアナウンサーとして復帰したが、2023年度から再びラジオセンターに戻り、制作業務を担当する。

## 現在の担当番組
- 『ラジオ深夜便』（ラジオ第1）のチーフプロデューサー

## 過去の担当番組
福島放送局時代（1度目）（1993年6月 - 1997年7月）
- 福島県のニュース、リポート制作、中継[1]

鹿児島放送局時代（1997年8月 - 2000年7月）
- 鹿児島県のニュース、中継[4]

名古屋放送局時代（2000年8月 - 2003年7月）
- 21世紀ビジネス塾（教育テレビ・司会、2002年度）
- ほっとイブニング（リポーター）[6]
- 中継リポーター[7]

ラジオセンター時代（1度目）（2003年8月 - 2010年6月）
- NHKジャーナル（制作・ディレクター）[8]
- 渋谷アニメランド（企画開発・制作・ディレクター）[3]
- 渋マガZ（企画開発・制作・ディレクター）[3]

松山放送局時代（2010年6月 - 2014年6月）
- 愛媛県のニュース・気象情報等
- しこく8 - ふるさとから、あなたへ - 「子規が伝えてくれるもの～対談　ドナルド・キーン×黛まどか」（朗読、2010年12月15日）[9]
- つぶや句575（企画開発・制作・ディレクター）[3]

福島放送局時代（2度目）（2014年6月 - 2017年6月）
- 放送部副部長（アナウンス統括）
- 福島県のニュース・気象情報等[10]
- 福島から2時間出しているラジオ（パーソナリティー）
- こでらんに5（パーソナリティー、編集責任者）
- はまなかあいづTODAY（編集責任者）
- 福島放送局制作番組の編集責任者

ラジオセンター時代（2度目）（2017年6月 - 2020年8月）
- 『夏休み子ども科学電話相談』（ラジオ第1）のプロデューサー[4]
- 『すっぴん!』（ラジオ第1）のプロデューサー[3]

福岡放送局時代（2020年8月 - 2023年3月）
- 企画開発デスク（アナウンサーの企画の取りまとめ）[4][11]
- 福岡県・九州沖縄のニュース
- ニュース大雨関連（福岡局発）（2021年8月12日 - 8月13日）
- ニュース845福岡（ローテーション制・2021年度まで）
- おはよう九州沖縄（土日祝）（ローテーション制）

ラジオセンター時代（3度目）（2023年4月 - ）
- 『ラジオ深夜便』（ラジオ第１）のプロデューサー
- 『NHKラジオ深夜便×ニッポン放送オールナイトニッポンMUSIC10』（2024年1月29日-1月30日）

## 同期のアナウンサー
- 秋野由美子・吾妻謙・荒井匡・飯田紀久夫・石川光太郎・伊奈正高・北向敏幸・熊倉悟・小寺康雄・高橋秀和・富田典保・富永禎彦・永井伸一・滑川和男・橋爪秀範・原田裕和・土方康・比留木剛史・藤井彩子・藤崎弘士・増子有人・村竹勝司・谷地健吾・山路忠生